# دهکده (مجموعه تلویزیونی)
دهکده (انگلیسی: The Village) یک مجموعه تلویزیونی درام آمریکایی است که از مارس ۲۰۱۹ در شبکه ان‌بی‌سی شروع به پخش شده است. داستان این مجموعه تلویزیونی در مورد خانواده هایی می باشد که در یک آپارتمان در بروکلین زندگی میکنند و همسایه و دوست همدیگر هستند.